# Regierung Christensen

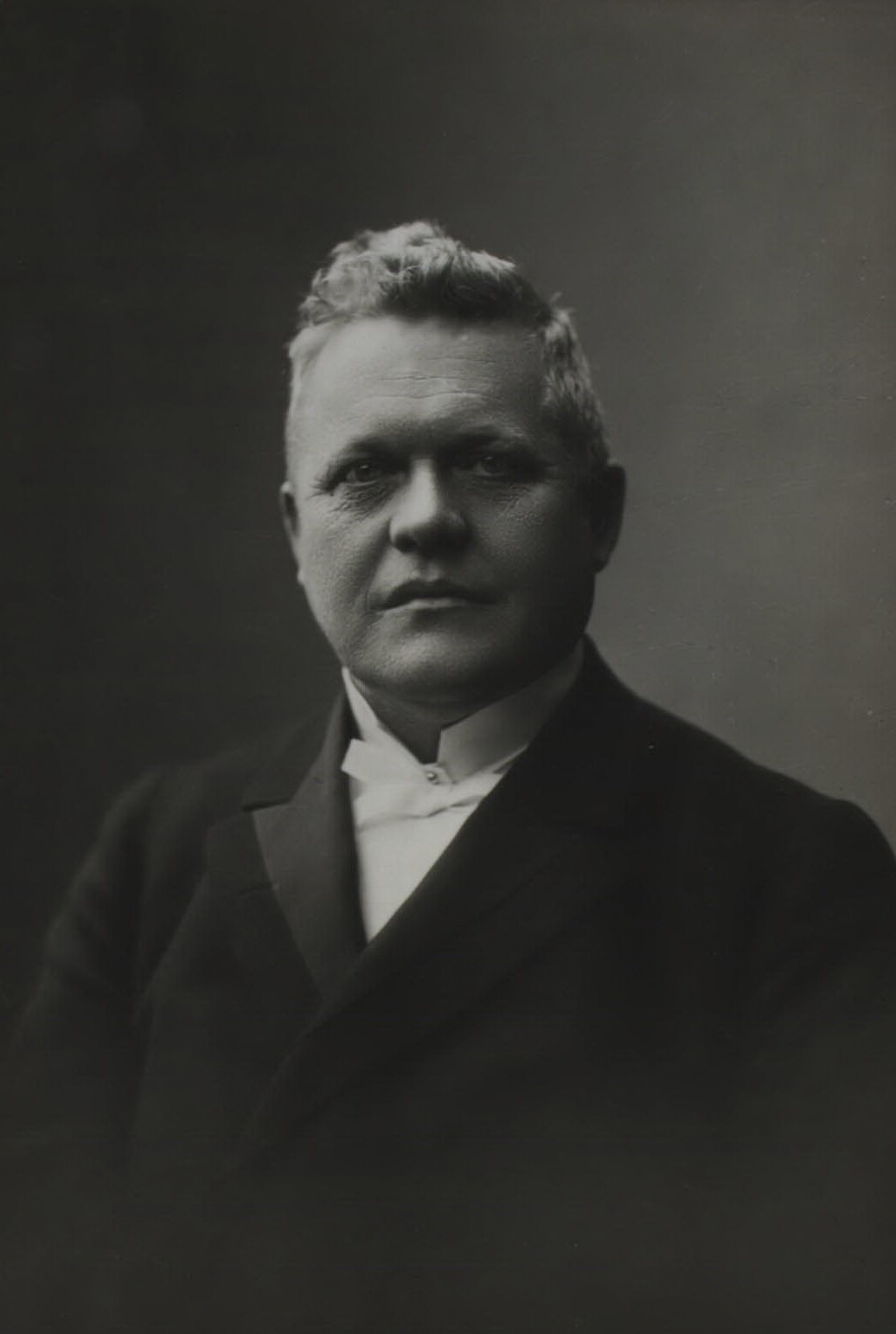
J.C. Christensen

Die Regierung Christensen (dän. regeringen Christensen) wurde in Dänemark am 14. Januar 1905 durch Jens Christian Christensen von der Venstre gebildet und löste die ebenfalls von der Venstre gebildete Regierung Deuntzer ab. Die Regierung Christensen I befand sich bis zum 24. Juli 1908 im Amt, es folgte die Regierung Christensen II bis zum 12. Oktober 1908. Diese wurde durch die erste Regierung Neergaard abgelöst.
Bei den Wahlen zum Folketing am 29. Mai 1906 trat erstmals die von Carl Theodor Zahle geführte Det Radikale Venstre an, die sich nach einer Abspaltung von der Venstre am 21. Mai 1905 neu gegründet hatte. Dadurch erlitt die Venstre zwar deutliche Verluste, blieb aber mit Abstand stärkste Partei. 1908 kam es zur Einführung des Frauenwahlrecht bei Kommunalwahlen, das 1915 auch auf die Wahlen zum Folketing erweitert wurde.

## Ergebnisse der Wahlen zum Folketing vom 29. Mai 1906
| Partei               | Stimmen | Prozentanteil | Mandate | Gewinne/Verluste (+/-) |
| -------------------- | ------- | ------------- | ------- | ---------------------- |
| Venstrereformpartiet | 96.353  | 31,9          | 56      | −18                    |
| Socialdemokraterne   | 76.612  | 25,4          | 24      | +8                     |
| Højre                | 67.224  | 22,2          | 14      | +2                     |
| Det Radikale Venstre | 41.460  | 13,7          | 11      | +11                    |
| Det Moderate Venstre | 20.487  | 6,8           | 9       | −3                     |

## Minister
| Ressort                                  | Amtsinhaber                                                                                                   |
| ---------------------------------------- | --- |
| Ministerpräsident Verteidigungsminister  | Jens Christian Christensen                                                                                    |
| Außenminister                            | Frederik Raben-Levetzau                                                                                       |
| Finanzminister                           | Vilhelm Lassen ab 6. April 1908: Jens Christian Christensen (kommissarisch) ab 24. Juli 1908: Niels Neergaard |
| Innenminister                            | Sigurd Berg                                                                                                   |
| Justizminister                           | Peter Adler Alberti ab 24. Juli 1908: Svend Høgsbro                                                           |
| Minister für Kirche und Unterrichtswesen | Enevold Sørensen                                                                                              |
| Minister für öffentliche Arbeiten        | Svend Høgsbro ab 24. Juli 1908: Jens Jensen-Sønderup                                                          |
| Landwirtschaftsminister                  | Ole Hansen ab 24. Juli 1908: Anders Nielsen                                                                   |
| Minister für Island                      | Hannes Hafstein                                                                                               |

## Hintergrundliteratur
- Der Große Ploetz. Die Enzyklopädie der Weltgeschichte, Verlag Vandenhoeck & Ruprecht, 35. Auflage, 2008, S. 1104, ISBN 978-3-525-32008-2